# Беатрис Чепкоеч
Беатрис Чепкоеч Ситоник (рођена 6. јула 1991.) је кенијска атлетичарка, светска рекордерка у трци на 3.000 метара са препрекама (дисциплина средњепругашког трчања са препрекама се назива још и „Стиплчез“ (енгл. Steeplechase)). Освојила је златне медаље на Светском првенству 2019. и на Афричком првенству 2018. и сребрну медаљу на Светском првенству 2023. године. У трци на 1.500 метара Чепкоеч је освојила сребро на Играма Комонвелта 2018. и бронзу на Афричким играма 2015. године. 
Чепкоеч је двострука шампионка Дијамантске лиге у трци на  3.000 м са препрекама.

## Каријера
Беатрис Чепкоеч је започела своју атлетску каријеру у тркама на друму. Заузела је прва три места на неколико трка у Немачкој и Холандији 2014. Прешла је на трчање на стази 2015. и поставила лични рекорд на 1.500 метара од 4:03,28.
Направила је успешну транзицију и трчање са препрекама постало је њен главни фокус у 2016. години. На митингу Дијамантске лиге трчала је 9:17,41 и била четврта на Прифонтејн Класику у Јуџину. Чепкоеч је заузела четврто место на Олимпијским играма у Рију 2016, са временом 9:16,05.  Поставила је нови лични рекорд од 9:10,86 у Паризу, пар недеља након Олимпијаде.
У 2017., Чепкоеч је победила на митингу Дијамантске лиге у Паризу са временом 9:01,69. На Светском првенству у Лондону у августу, у финалној трци је пропустила скок у јаму са водом, па је морала да трчи назад, завршивши на разочаравајућем четвртом месту за 9:10,45. Крајем августа, први пут је пробила баријеру од девет минута, са 8:59,84 на митингу у Цириху.
Дана 20. јула 2018. Чепкоеч је истрчала светски рекорд у трчању на 3.000 метара са препрекама у времену 8:44,32 на митингу у Монаку.
2019. године стгла је седма у трци сениорки на Светском првенству у кросу одржаном у марту месецу у Архусу у Данској. У септембру  је тријумфовала у трци на 3.000 м са препрекама на Светском првенству у Дохи у Катару са временом 8:57,84, што је и данас актуелан рекорд светских шампионата. Чепкоеч је те године освојила свој други трофеј Дијамантске лиге у стипл-чезу, победивши у четири од пет такмичења, укључујући финале у Цириху.
У фебруару 2021. у Монаку је оборила светски рекорд у друмској трци на 5 километара у времену од 14 минута и 43 секунде. Претходни светски рекорд у трци где су заједно трчали мушкарци и жене поставила је Каролин Чепкоеч Кипкируи 2018. године са временом 14:48. Рекорд Беатрис Чепкоеч бољи је од резултата Сифан Хасан од 14:44, постављеног 2019. у трци где су учествовале искључиво жене.  Чепкоеч је заузела седмо место утрци на 3000 метара са препрекама у времену 9:16.33 на одложеним Олимпијским играма у Токију у августу 2021. Била је принуђена да се због повреде повуче са Светског првенства 2022. одржаног у Јуџину у Орегону.

## Достигнућа
Све информације са профила Беатрис Чепкоеч на сајту Светске атлетике.

### Лични рекорди

#### На атлетској (тартан) стази:
- 1.500 метара – 3:59,73 (Лос Анђелес, 2024)
- 3.000 метара – 8:22,92 (Доха 2020)
- 2.000 метара стипл-чез – 6:02,47 (Берлин 2015)
- 3.000 метара стипл-чез – 8:44,32 (Монако 2018) Светски рекорд

#### На друму:
- 5 км – 14:43 (Монако 2021)
- 10 км – 32:35 (Хем 2014)

### Међународна такмичења
| Година | Такмичење                    | Место                           | Позиција | Дисциплина       | Резултат | Белешка |
| ------ | ---------------------------- | ------------------------------- | -------- | ---------------- | -------- | ------- |
| 2015.  | Афричке игре                 | Бразавил, Република Конго       | 3.       | 1.500 м          | 4:19,16  |         |
| 2016.  | Олимпијске игре              | Рио де Жанеиро, Бразил          | 4.       | 3.000 м стипл    | 9:16,05  |         |
| 2017.  | Светско првенство у кросу    | Кампала, Уганда                 | 1.       | Мешовите штафете | 22:22    |         |
| 2017.  | Светско првенство            | Лондон, Уједињено Краљевство    | 4.       | 3.000 м стипл    | 9:10,45  |         |
| 2018.  | Светско првенство у дворани  | Бирмингем, Уједињено Краљевство | 7.       | 1.500 м          | 4:13,59  |         |
| 2018.  | Игре Комонвелта              | Голд Коуст, Аустралија          | 2.       | 1.500 м          | 4:03,09  |         |
| 2018.  | Афричко првенство            | Асаба, Нигерија                 | 1.       | 3.000 м стипл    | 8:59,88  |         |
| 2018.  | Континентални куп у атлетици | Острава, Чешка                  | 1.       | 3.000 м стипл    | 9:07,92  |         |
| 2019.  | Светско првенство у кросу    | Архус, Данска                   | 7.       | Трка сениорки    | 22:22    |         |
| 2019.  | Светско првенство у кросу    | Архус, Данска                   | 2.       | Сениорке екипно  | 25 поена |         |
| 2019.  | Светско првенство            | Доха, Катар                     | 1.       | 3.000 м стипл    | 8:57,84  |         |
| 2021.  | Олимпијске игре              | Токио, Јапан                    | 7.       | 3.000 м стипл    | 9:16,33  |         |
| 2023.  | Светско првенство            | Будимпешта, Мађарска            | 2.       | 3.000 м стипл    | 8:58,98  |         |
| 2024.  | Светско првенство у дворани  | Глазгов, Уједињено Краљевство   | 3.       | 3.000 м          | 8:22,68  |         |
| 2024.  | Олимпијске игре              | Париз, Француска                | 6.       | 3.000 м стипл    | 9:04,24  |         |